# Самійлівка (Краматорський район)
Самі́йлівка — село Новодонецької селищної громади Краматорського району Донецької області, України. Населення становить 224 осіб.

## Населення

### Мова
Розподіл населення за рідною мовою за даними перепису 2001 року:
| Мова       | Кількість | Відсоток |
| ---------- | --------- | -------- |
| українська | 203       | 90.63%   |
| російська  | 15        | 6.69%    |
| вірменська | 6         | 2.68%    |
| Усього     | 224       | 100%     |

## Постаті
- Степанченко Борис Миколайович (1984—2019) — солдат Збройних сил України, учасник російсько-української війни.